# Protandrena abdominalis
Protandrena abdominalis är en biart som först beskrevs av Cresson 1878.  Protandrena abdominalis ingår i släktet Protandrena och familjen grävbin. Inga underarter finns listade i Catalogue of Life.